# Kavallerieschule der Reichswehr
Die Kavallerieschule in Hannover entstand 1920 als Nachfolgeeinrichtung des Preußischen Militärreitinstituts Hannover in Hannover und diente der Kavallerie-Ausbildung.  Sie erlangte einen ebenso legendären Ruf wie ihre Vorgängereinrichtung in der sportlichen und militärischen Reiterei.

## Geschichte
Die Kavallerieschule wurde am 1. Januar 1920 als Nachfolgeeinrichtung des Militärreitinstituts gegründet, was in Übereinstimmung mit dem Versailler Vertrag nach dem Ersten Weltkrieg stand. Sie hatte ihren Hauptsitz in den großen Kasernen- und Stallanlagen der Vorgängereinrichtung im inzwischen eingemeindeten Vahrenwald. Außerdem gab es zwei weitere Standorte in der Kaserne an der Möckernstraße und in einer der Kasernen am Welfenplatz. Die Schule war ein Lehr- und Ausbildungsinstitut der Kavallerie, das von der Reichswehr gegründet wurde und später zur Wehrmacht überging. Ihre Aufgabe bestand unter anderem darin, Offizierspferde auszubilden, die dann an die Truppe ausgeliefert wurden und Kavalleristen das Reiten zu lehren. Außerdem bildete sie Fähnriche waffentechnisch aus, die kurz vor der Beförderung zum Offizier standen. Die ausgebildeten Reiter wirkten als Vorbilder in der Truppe, wozu auch die jährlichen Kurse für Stabsoffiziere und Rittmeister beitrugen.

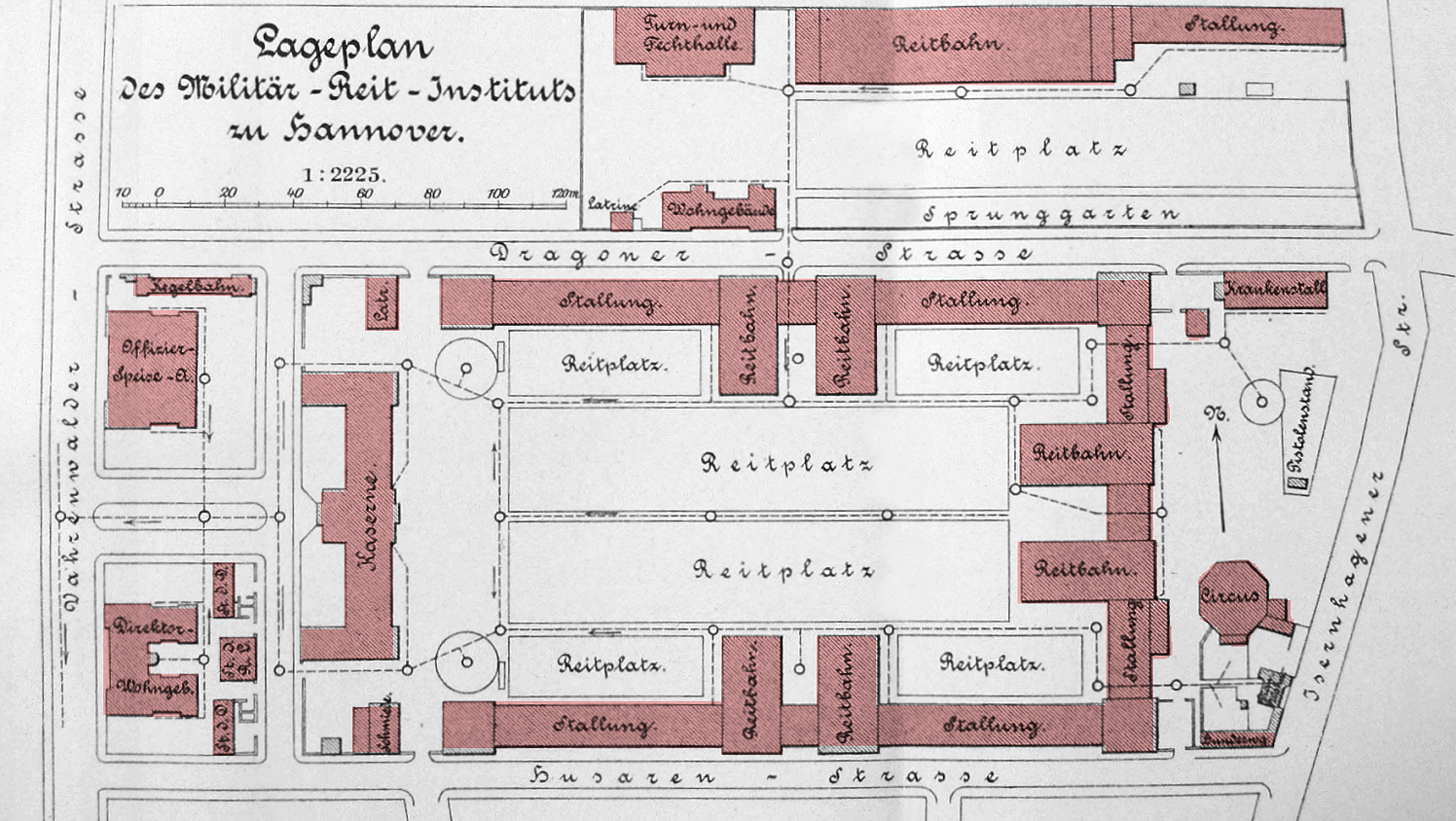
Plan der Kasernenanlage

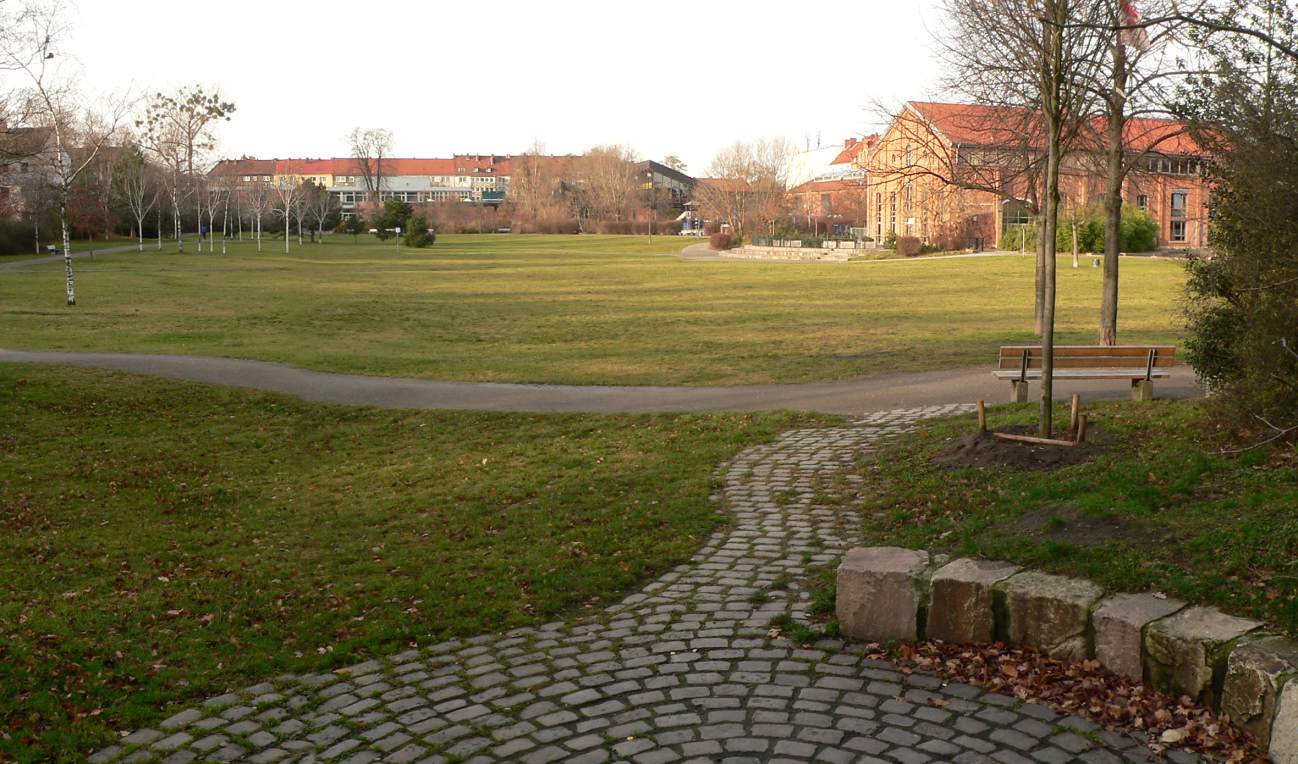
Vahrenwalder Park auf dem Gelände der früheren Kavallerieschule in Hannover

In der Kavallerieschule wurden zahlreiche hervorragende Reiter ausgebildet. Unter anderem besuchte Claus Schenk Graf von Stauffenberg bis 1929 die Kavallerieschule. Stauffenberg wurde noch einmal zum 1. September 1934 als Bereitoffizier dorthin versetzt. Die Schule erreichte auf militärischem Gebiet die Bedeutung der Vorgängereinrichtung in Form des Militärreitinstituts Hannover. Die in der Kavallerieschule praktizierte deutsche Reitlehre war richtungsweisend im In- und Ausland und wirkt bis heute auf die Reiterausbildung in Reitvereinen und Reitschulen.
Die Schule unterhielt gute jagdreiterliche Beziehungen zu adligen Häusern, wie dem Haus Schaumburg-Lippe in Bückeburg, dem fürstliche Münsterschen Haus Derneburg und zu den Freiherren von Cramm in Brüggen und dem Grafen Görtz in Brunkensen. Zur Kavallerieschule gehörte eine Meute, mit der Schleppjagden in der Vahrenwalder Heide und der Isernhägener Feldmark durchgeführt wurden. Die Hundemeute war außerhalb der Kaserne im Jagdstall untergebracht. Die Gebäude wurden 1946 vom Reiterverein Hannover übernommen. Später wurde dort eine Reitbahn errichtet und 1958 wurde daraus das Reiterstadion mit dem 1964 eingeweihten Turnierplatz.
Die Kavalleriereitschule wurde nach einem OKH-Entschluss von 1935 durch die Kavallerie- und Panzertruppenschule Krampnitz (Heeres-Reitschule) in Potsdam-Krampnitz abgelöst. Der Grund der 1939 erfolgten Verlegung nach Krampnitz bestand auch darin, das sich die Stadt Hannover mit ihren Industrieanlagen und Wohnvierteln ständig ausdehnte und den Raum für die Reiterei zunehmend einengte.

### Erfolge

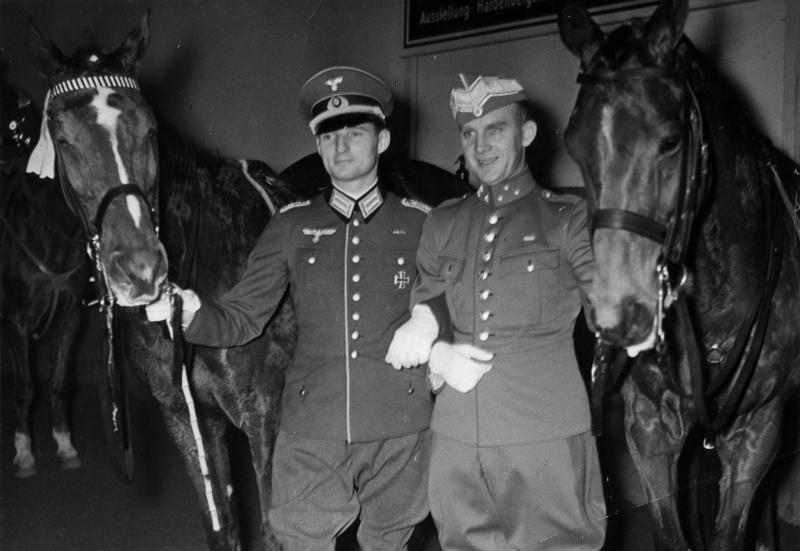
Hermann von Oppeln-Bronikowski Gimpel (links) und Peter Jensen His Ex (Dänemark), Sieger Dressurkür, Reit und Fahrturnier in der Deutschlandhalle, 2. Februar 1936

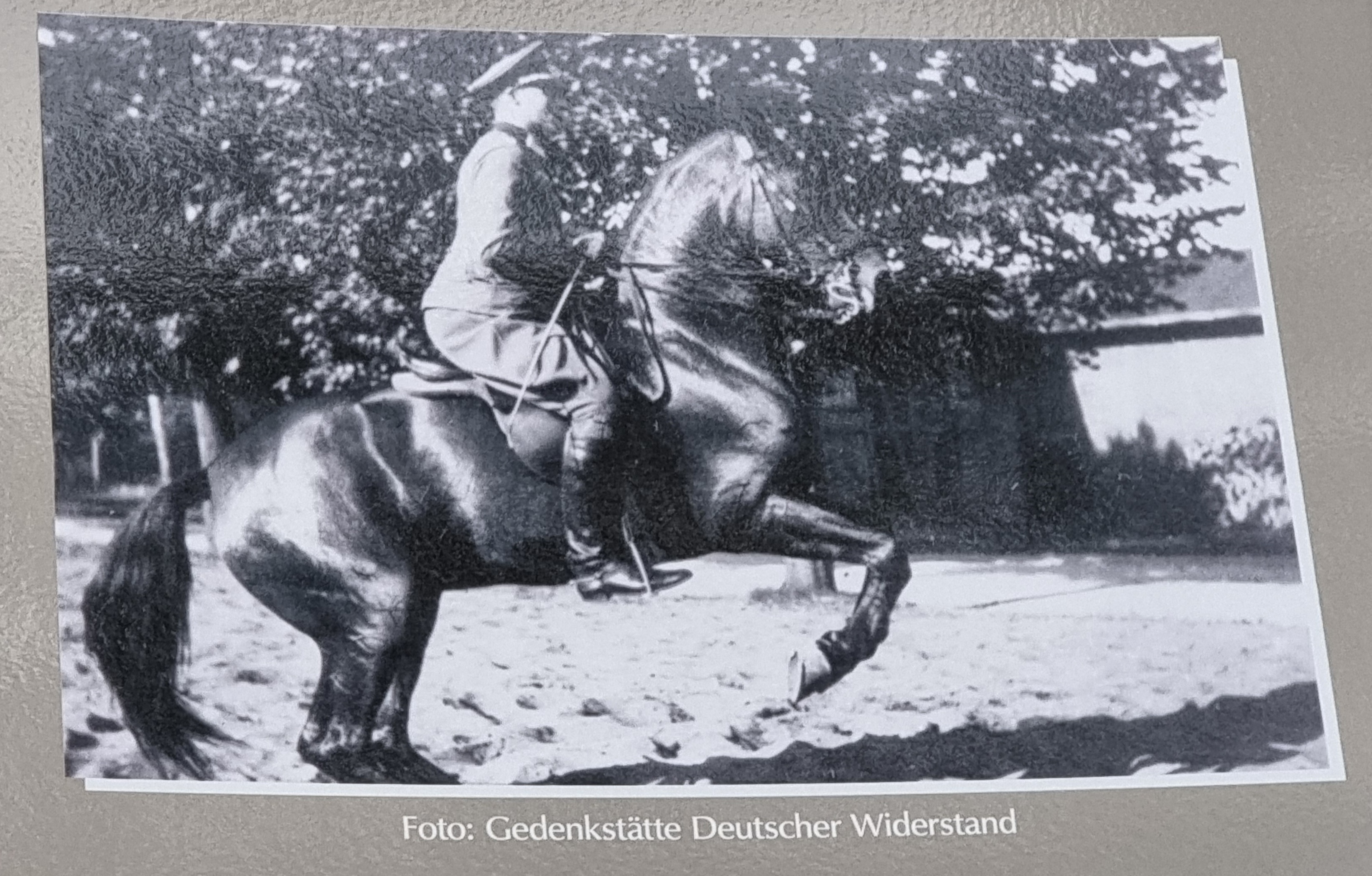
Stauffenberg bei Levade, Gedenkstätte Deutscher Widerstand, Hannover

Im sportlichen Bereich erlangte die Kavallerieschule durch das Dressurreiten einen guten Ruf. Sie veranstaltete selbst Reitturniere. Ebenso beteiligten sich Angehörige der Schule an Pferderennen auf der Pferderennbahn Große Bult in Hannover. Die olympischen Erfolge machten die Kavallerieschule weltbekannt. Ihre Pferde, meist Hannoveraner, Holsteiner und Trakehner, hatten den Ruf zu den besten Turnier- und Soldatenpferden zu gehören.
Die erste Goldmedaillen errangen Reiter der Kavallerieschule bei der Olympiade 1928 in Amsterdam. Carl-Friedrich von Langen gewann mit Draufgänger die Einzelgoldmedaille  in der Dressur. Zusammen mit Hermann Linkenbach auf Gimpel und Eugen von Lotzbeck auf Caracalla gewann er auch die Mannschaftsgoldmedaille. Bruno Neumann auf Ilja gewann 1928 die Bronzemedaille in der Vielseitigkeit.
Bei den Olympischen Spielen 1936 in Berlin gewannen Reiter der Schule alle sechs möglichen Goldmedaillen in den Reitwettbewerben. In der Dressur platzierten sich im Einzelwettbewerb der Kavallerieschulausbilder Heinz Pollay auf Kronos und Friedrich Gerhard auf Absinth auf dem ersten und dem zweiten Platz. Zusammen mit Hermann von Oppeln-Bronikowski auf Gimpel gewannen sie auch die Team-Goldmedaille in der Dressur.
Im Jagdspringen gewann Kurt Hasse auf Tora die Einzel-Goldmedaille und zusammen mit dem Kavallerieschulbereiter Heinz Brandt auf Alchimist und Marten von Barnekow auf Nordland die Mannschafts-Goldmedaille. Hasse war in den Jahren von 1930 bis 1936 Mitglied der Kavallerieschule. Barnekow gewann 1929 auf Derby und 1932 auf General das Deutsche Springderby in Hamburg-Klein Flottbek. In der Vielseitigkeit war der in Hannover ausgebildete Ludwig Stubbendorff auf Nurmi der Erstplatzierte. Zusammen mit Rudolf Lippert auf Fasan und Konrad von Wangenheim auf Kurfürst gewann das deutsche Team die Goldmedaille in der Vielseitigkeit. Wangenheim stürzte während des Geländeritts und brach sich das Schlüsselbein. Verletzt, mit dem Arm in der Schlinge, startete er am folgenden Tag im Springen, das er trotz einem erneuten Sturz von Reiter und Pferd in der Zeit beendete und sicherte so die deutsche Mannschafts-Goldmedaille.
Von den neun deutschen Reitern, die 1936 eine Goldmedaille gewannen, fielen Hasse, Stubbendorff und Lippert im Zweiten Weltkrieg. Brandt starb bei dem Attentat vom 20. Juli 1944. Wangenheim starb 1953 in sowjetischer Kriegsgefangenschaft. Der Springreiter von Barnekow sowie die Dressurequipe, bestehend aus Pollay, Gerhard und von Oppeln, überlebten den Krieg.

### Gegenwart

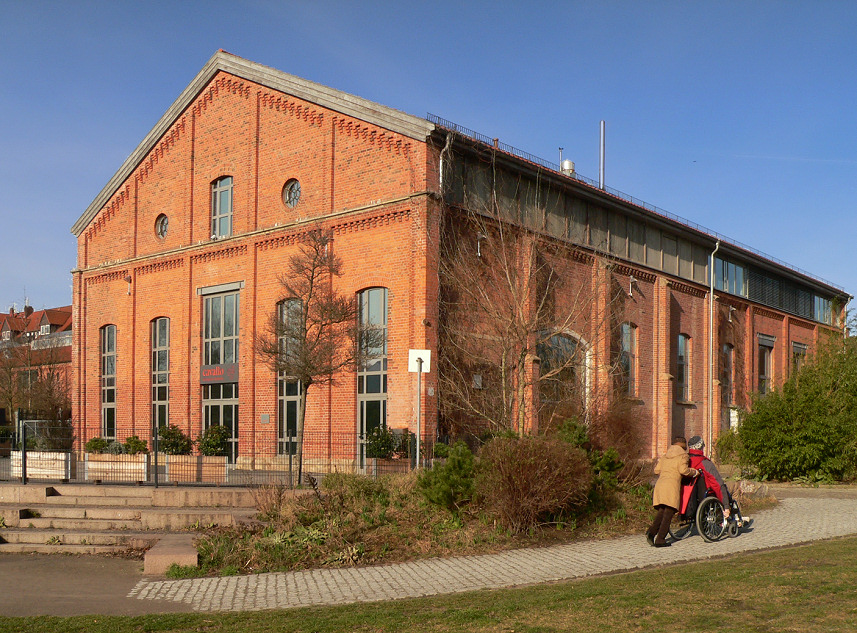
Rückseite der Königlichen Reithalle vom Vahrenwalder Park gesehen

Noch heute berufen sich klassisch orientierte Reiter auf die Ausbildungsprinzipien, die an der Kavallerieschule in Hannover gelehrt wurden. Diese Prinzipien sind in der Heeresdienstvorschrift namens H.Dv.12 aus dem Jahr 1937 zusammengefasst. Sie wird auch mit HDV 12/37 abgekürzt. Die H.Dv.12 wird in aktuellen Kontroversen häufig zitiert, um Fehlentwicklungen, wie die Rollkur, im Reitsport zu kritisieren.

## Kommandeure
| Dienstgrad      | Name                                   | Datum                                   |
| --------------- | -------------------------------------- | --------------------------------------- |
| Generalmajor    | Paul Seiffert                          | 01. Oktober 1919 bis 30. September 1921 |
| Generalmajor    | Hugo von Kayser                        | 01. Oktober 1921 bis 31. Dezember 1924  |
| Oberst          | Philipp von Seefried auf Buttenheim    | 01. Januar 1925 bis 30. September 1926  |
| Generalmajor    | Arnold Preusser                        | 01. Oktober 1926 bis 30. September 1931 |
| Generalleutnant | Franz Maria von Dalwigk zu Lichtenfels | 01. Oktober 1931 bis 31. März 1937      |
| Generalmajor    | Erich Volk                             | 01. April 1937 bis 9. November 1938     |
| Oberst          | Cord von Bülow                         | 10. November 1938 bis 23. Oktober 1939  |